# Sojusznicze Centrum Rozpoznawcze IFC
Sojusznicze Centrum Rozpoznawcze (ang. Intelligence Fusion Centre IFC) – centrum analityczno-szkoleniowe NATO wspierające Sojusznicze Dowództwo ds. Transformacji ACT i inne dowództwa NATO.

## Charakterystyka
Zgodnie z decyzją szczytu NATO w Pradze (2002), w październiku 2006 otwarto Sojusznicze Centrum Rozpoznawcze IFC. Pełną gotowość do działań centrum osiągnęło w 2007, a w 2008 przeniosło się do amerykańskiej bazy Sił Powietrznych Molesworth. Głównym zadaniem Centrum jest dostarczanie Naczelnemu Dowódcy w Europie SACEUR aktualnej informacji rozpoznawczej w celu wsparcia planowania i prowadzenia operacji, szczególnie Sił Odpowiedzi NATO i Operacji Połączonych.

Celem zdobycia informacji i wymiany doświadczeń, IFC utrzymuje ścisłe kontakty z dowództwami regionalnymi, dowództwami narodowymi, uczelniami i ośrodkami szkoleniowymi oraz przedstawicielami organizacji międzynarodowych. Utrzymuje też bezpośrednie kontakty ze środowiskiem akademickim takich instytucji jak: Oxford Analytica, Defense & Security Intelligence & Analysis: IHS Jane’s, Royal United Services Institute (RUSI), Chatham House. Dodatkowo współdziała z komórkami rozpoznawczymi poszczególnych państw członkowskich, od których uzyskuje potrzebne informacje:
W grudniu 2012 Komitet Wojskowy wydał dokument MC 0324/3 (The NATO Military Command Structure). Na jego podstawie ze struktur dowodzenia NATO wyłączono Sojusznicze Centrum Rozpoznawcze. IFC, jako organizacja która nie jest w strukturach dowodzenia NATO, współpracuje jednak blisko z dowództwem ACT i ACO.

## Struktura organizacyjna
W skład IFC wchodzą: 
- dowództwo,
  - dowódca IFC – oficer amerykański,
  - zastępca dowódcy – oficer brytyjski,
- Grupa Dowodzenia,
- Operacyjne Centrum Rozpoznawcze,
- Grupa Analizy,
- Grupa Wsparcia Operacyjnego.

Personel Centrum liczy około 160 osób delegowanych ze wszystkich państw członkowskich NATO. 